# Jefferson Farfán
Jefferson Agustín Farfán Guadalupe (Lima, 26 ottobre 1984) è un ex calciatore peruviano, di ruolo attaccante.
È soprannominato La Foquita.

## Caratteristiche tecniche
Gioca prevalentemente nel ruolo di attaccante sull'ala destra, ma all'occorrenza può ricoprire tutti i ruoli offensivi, oltre che quello di esterno di centrocampo. Fárfan è dotato inoltre di buona velocità, buona resistenza fisica e di un ottimo dribbling. Sa anche essere pericoloso su calcio di punizione, oltre a sapere fornire assist ai compagni.

## Carriera

### Club

#### Deportivo Municipal
Jefferson è nato nel quartiere di Villa El Salvador, a Lima, e ha iniziato nelle giovanili del Deportivo Municipal.

#### Alianza Lima
Farfán ha iniziato la sua carriera da professionista con l'Alianza Lima, con cui ha firmato un contratto nel 1999, a soli 15 anni. Ha debuttato in prima divisione con l'Alianza il 28 luglio del 2001, a 17 anni, in un match giocato contro il Deportivo Wanka. Farfán ha cominciato a sfondare solo nel 2002, diventando un giocatore di impatto, aiutando l'Alianza a vincere il campionato peruviano nel 2003, segnando il gol della vittoria ai tempi supplementari nella finale contro lo Sporting Cristal. Nella sua ultima stagione con il club nel 2004, Farfán ha segnato 14 gol, aiutandolo a vincere il Torneo di Apertura.

#### PSV Eindhoven

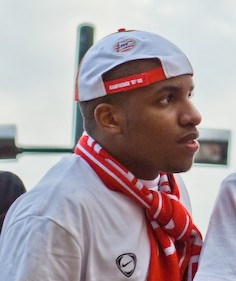
Jefferson Farfán ai tempi del PSV Eindhoven mentre festeggia la vittoria della Coppa d'Olanda 2005.

Nel giugno del 2004 si è trasferito al PSV Eindhoven per una cifra di 1,8 milioni di euro, firmando fino al 2010. Con il PSV ha segnato sia gol importanti nel campionato olandese che in Champions League, raggiungendo le semifinali nella stagione 2004-2005. Nella stagione 2005-2006 è stato vicino all'accordo con i club inglesi di Chelsea e Portsmouth. A metà del 2008 dopo aver vinto il quarto titolo con il PSV, la squadra olandese ha raggiunto un accordo pari a circa 17 milioni di euro con lo Schalke 04.

#### Schalke 04

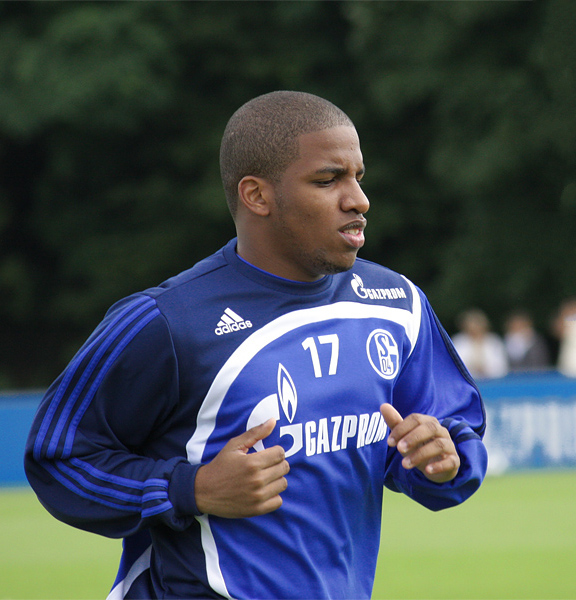
Jefferson Farfán in allenamento con lo Schalke 04 nel 2008.

Il 10 giugno del 2008 lo Schalke 04 ha confermato ufficialmente il trasferimento. Farfán ha firmato per quattro stagioni con il club tedesco. Considerato uno dei migliori giocatori del club della Ruhr, e anche uno dei più amati dai tifosi, durante la sua carriera nel club tedesco, Jefferson ha segnato gol importanti che hanno portato in molte occasioni alla vittoria della sua squadra. Nel marzo del 2011 ha segnato due gol contro il Valencia in Champions League, facendo approdare lo Schalke 04 ai quarti di finale. All'ottantaduesimo minuto di gioco di Bayer Leverkusen-Schalke 04, Fárfan segnò recuperando una palla nella sua area, percorrendo 80 metri in 10 secondi, segnando un gol da velocista.
Nel 2011 si è cominciato a discutere di un possibile trasferimento di Farfán ad un club spagnolo, dato che il suo contratto scadeva nel 2012, ma alla fine il peruviano è rimasto al club tedesco.

#### Al-Jazira
Il 23 luglio 2015 firma un contratto triennale con l'Al Jazira.Tuttavia l'avventura si rivela poco fortunata e il giocatore rescinde il contratto l'anno successivo

#### Lokomotiv Mosca

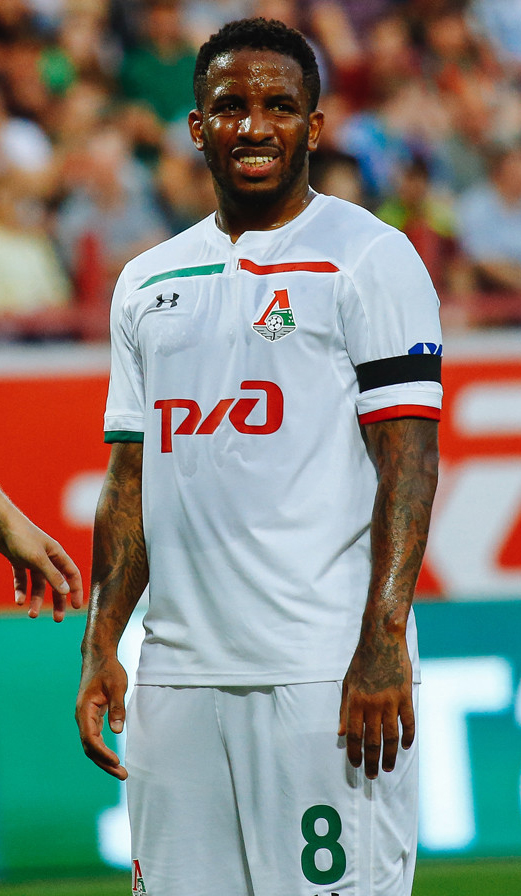
Jefferson Farfán con la maglia della Lokomotiv Mosca nel 2018.

Il 28 febbraio 2017, dopo un breve periodo da svincolato, firma con il Lokomotiv Mosca. Nel giugno del 2018 poco prima dell'appuntamento mondiale ha rinnovato il suo contratto fino al giugno 2020 con il club russo.

### Nazionale

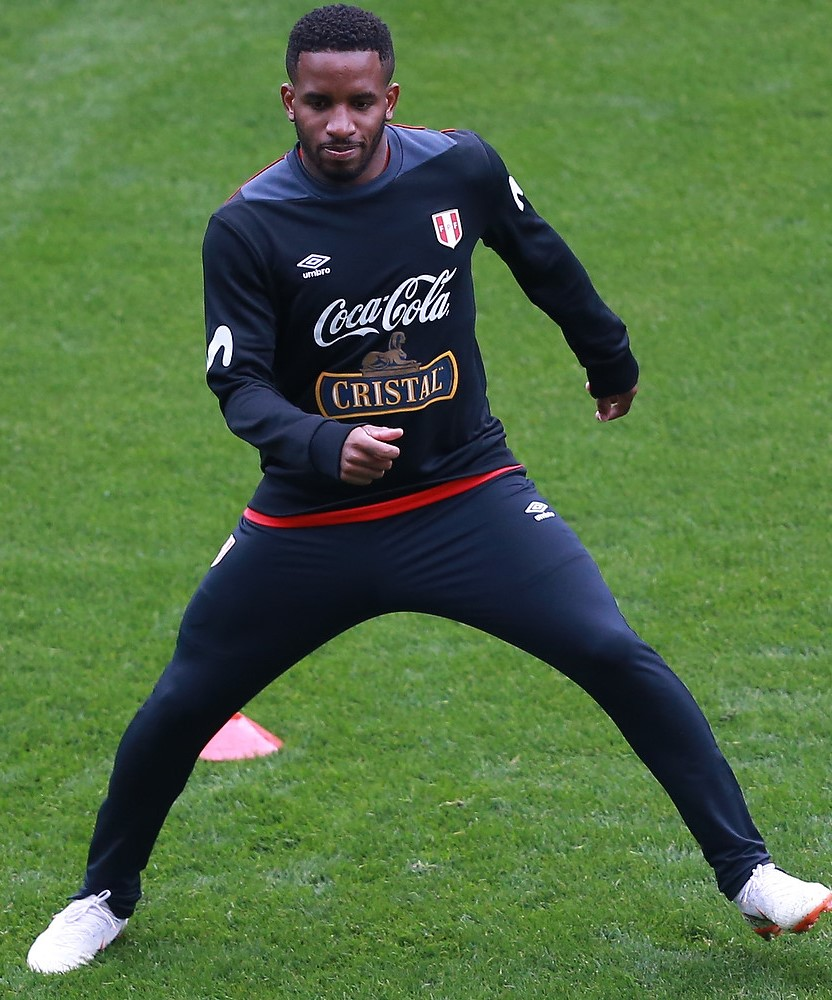
Jefferson Farfán in allenamento, con la maglia della nazionale peruviana ai mondiali 2018.

Farfan partecipò al Campionato Sudamericano U-17 del 2001 e successivamente ai Giochi bolivariani dello stesso anno, vincendolo. Nel 2003 ha partecipato al Campionato Sudamericano U-20, con una buona prestazione. In seguito fu convocato per il Torneo Pre-Olimpico U-23, tenutosi l'anno successivo. Ha inoltre partecipato alla Coppa America nel 2004 e nel 2007, mostrando buone prestazioni.
Farfan ha partecipato alle qualificazioni ai Mondiali di Germania 2006 (dove ha segnato 7 gol) e Sud Africa 2010. Il 7 dicembre 2007 con i compagni Santiago Acasiete, Claudio Pizarro e Andres Mendoza, è stato sospeso per 18 mesi dalla nazionale peruviana per il loro coinvolgimento in atti di negligenza dopo il pareggio contro il Brasile a Lima. Il 27 marzo 2008 è stato annunciato dalla stampa locale la multa inflitta a Farfán e agli altri 3 giocatori coinvolti di 20000 $ ciascuno (oltre alla sospensione).
Nel 2010 Farfán torna in nazionale con l'avvento in panchina di Sergio Markarián. Dopo aver vinto le prime tre partite con la nazionale, l'allenatore Sergio Markarián ha osservato che Farfán è stato un elemento indiscutibile nella squadra. Nell'ottobre dello stesso anno, la squadra ha giocato la quarta partita contro Panama, che ha perso 1-0 e, in quella stessa notte, Farfán e altri giocatori sono scappati dall'hotel dove alloggiavano per andare ad un casinò. Markarián li separò dal gruppo a causa della loro indisciplina, ma riapparve in nazionale nel 2011, per le qualificazioni alla Coppa del Mondo 2014. Nel settembre del 2012 Jefferson Farfán fu protagonista della rimonta per 2-1 ai danni del Venezuela, dopo aver segnato una doppietta in 12 minuti. Il 22 marzo 2013 ha segnato un gol nel finale che ha dato la vittoria al Perù per 1-0 sul Cile. Il 6 settembre 2013 ha segnato un gol calcio di punizione contro l'Uruguay che non ha impedito la sconfitta per 1-2 ai danni della blanquirroja a Lima.
Nel giugno 2018 partecipa con il Perù ai mondiali 2018, qualificazione a cui i peruviani si sono qualificati dopo 36 anni anche grazie al suo contributo.
Convocato per la Copa América 2019, causa infortunio gioca solo 3 delle 6 gare della squadra, infortunandosi prima dei quarti di finale contro l'Uruguay. Senza di lui il Perù è arrivato fino in finale, dove ha perso per 3-1 contro il Brasile padrone di casa. Nella competizione ha realizzato un goal nel vittorioso 3-1 contro la Bolivia.
Il 14 ottobre 2021 raggiunge quota 100 presenze in occasione della sconfitta per 1-0 contro l'Argentina.

## Statistiche

### Presenze e reti nei club
Statistiche aggiornate al 30 ottobre 2022.
| Stagione               | Squadra                | Campionato             | Campionato | Campionato | Coppe nazionali | Coppe nazionali | Coppe nazionali | Coppe continentali | Coppe continentali | Coppe continentali | Altre coppe | Altre coppe | Altre coppe | Totale | Totale |
| Stagione               | Squadra                | Comp                   | Pres       | Reti       | Comp            | Pres            | Reti            | Comp               | Pres               | Reti               | Comp        | Pres        | Reti        | Pres   | Reti   |
| ---------------------- | ---------------------- | ---------------------- | ---------- | ---------- | --------------- | --------------- | --------------- | ------------------ | ------------------ | ------------------ | ----------- | ----------- | ----------- | ------ | ------ |
| 2001                   | Alianza Lima           | L1                     | 1          | 0          | -               | -               | -               | -                  | -                  | -                  | -           | -           | -           | 1      | 0      |
| 2002                   | Alianza Lima           | L1                     | 24         | 2          | -               | -               | -               | CS                 | 3                  | 1                  | -           | -           | -           | 27     | 3      |
| 2003                   | Alianza Lima           | L1                     | 33         | 12         | -               | -               | -               | CL+CS              | 6+2                | 0                  | -           | -           | -           | 41     | 12     |
| 2004                   | Alianza Lima           | L1                     | 19         | 14         | -               | -               | -               | CL                 | 5                  | 4                  | -           | -           | -           | 24     | 18     |
| 2004-2005              | PSV                    | ED                     | 28         | 8          | CO              | 4               | 0               | UCL                | 13                 | 1                  | -           | -           | -           | 45     | 9      |
| 2005-2006              | PSV                    | ED                     | 31         | 21         | CO              | 4               | 3               | UCL                | 8                  | 2                  | SO          | 1           | 0           | 44     | 26     |
| 2006-2007              | PSV                    | ED                     | 30         | 21         | CO              | 3               | 2               | UCL                | 8                  | 0                  | SO          | 1           | 0           | 42     | 23     |
| 2007-2008              | PSV                    | ED                     | 29         | 7          | CO              | 1               | 0               | UCL+CU             | 6+3                | 1+1                | SO          | 0           | 0           | 39     | 9      |
| Totale PSV             | Totale PSV             | Totale PSV             | 118        | 57         |                 | 12              | 5               |                    | 38                 | 5                  |             | 2           | 0           | 170    | 67     |
| 2008-2009              | Schalke 04             | BL                     | 31         | 9          | CG              | 4               | 3               | UCL+CU             | 1+5                | 0                  | -           | -           | -           | 41     | 12     |
| 2009-2010              | Schalke 04             | BL                     | 33         | 8          | CG              | 3               | 0               | -                  | -                  | -                  | -           | -           | -           | 36     | 8      |
| 2010-2011              | Schalke 04             | BL                     | 28         | 3          | CG              | 6               | 3               | UCL                | 10                 | 4                  | SG          | 1           | 0           | 45     | 10     |
| 2011-2012              | Schalke 04             | BL                     | 23         | 4          | CG              | 1               | 0               | UEL                | 10                 | 0                  | SG          | 0           | 0           | 34     | 4      |
| 2012-2013              | Schalke 04             | BL                     | 27         | 6          | CG              | 1               | 0               | UCL                | 7                  | 1                  | -           | -           | -           | 35     | 7      |
| 2013-2014              | Schalke 04             | BL                     | 25         | 9          | CG              | 2               | 2               | UCL                | 7                  | 1                  | -           | -           | -           | 34     | 12     |
| 2014-2015              | Schalke 04             | BL                     | 9          | 0          | CG              | 0               | 0               | UCL                | 0                  | 0                  | -           | -           | -           | 9      | 0      |
| Totale Schalke 04      | Totale Schalke 04      | Totale Schalke 04      | 176        | 39         |                 | 17              | 8               |                    | 40                 | 6                  |             | 1           | 0           | 234    | 53     |
| 2015-2016              | Al-Jazira              | PL                     | 9          | 2          | CPA+EEC         | 2+0             | 0               | ACL                | 0                  | 0                  | -           | -           | -           | 11     | 2      |
| set.-ott. 2016         | Al-Jazira              | PL                     | 3          | 2          | CPA+EEC         | 3+0             | 1               | ACL                | 0                  | 0                  | SE          | 1           | 0           | 7      | 3      |
| Totale Al-Jazira       | Totale Al-Jazira       | Totale Al-Jazira       | 12         | 4          |                 | 5               | 1               |                    | 0                  | 0                  |             | 1           | 0           | 18     | 5      |
| gen.-giu. 2017         | Lokomotiv Mosca        | PL                     | 6          | 1          | KR              | 2               | 0               | -                  | -                  | -                  | -           | -           | -           | 8      | 1      |
| 2017-2018              | Lokomotiv Mosca        | PL                     | 22         | 10         | KR              | 0               | 0               | UEL                | 9                  | 4                  | SR          | 1           | 0           | 32     | 14     |
| 2018-2019              | Lokomotiv Mosca        | PL                     | 20         | 8          | KR              | 1               | 0               | UCL                | 4                  | 1                  | SR          | 1           | 0           | 26     | 9      |
| 2019-2020              | Lokomotiv Mosca        | PL                     | 3          | 1          | KR              | 0               | 0               | UCL                | 0                  | 0                  | SR          | 0           | 0           | 3      | 1      |
| Totale Lokomotiv Mosca | Totale Lokomotiv Mosca | Totale Lokomotiv Mosca | 51         | 20         |                 | 3               | 0               |                    | 13                 | 5                  |             | 2           | 0           | 69     | 25     |
| 2021                   | Alianza Lima           | L1                     | 12+2       | 4+0        | -               | -               | -               | -                  | -                  | -                  | -           | -           | -           | 14     | 4      |
| 2022                   | Alianza Lima           | L1                     | 3          | 0          | -               | -               | -               | -                  | -                  | -                  | -           | -           | -           | 3      | 0      |
| Totale Alianza Lima    | Totale Alianza Lima    | Totale Alianza Lima    | 92+2       | 32+0       |                 | -               | -               |                    | 16                 | 5                  |             | -           | -           | 111    | 37     |
| Totale carriera        | Totale carriera        | Totale carriera        | 450+2      | 152+0      |                 | 37              | 14              |                    | 107                | 21                 |             | 6           | 0           | 602    | 187    |

### Cronologia presenze e reti in nazionale
| Cronologia completa delle presenze e delle reti in nazionale ― Perù | Cronologia completa delle presenze e delle reti in nazionale ― Perù | Cronologia completa delle presenze e delle reti in nazionale ― Perù | Cronologia completa delle presenze e delle reti in nazionale ― Perù | Cronologia completa delle presenze e delle reti in nazionale ― Perù | Cronologia completa delle presenze e delle reti in nazionale ― Perù | Cronologia completa delle presenze e delle reti in nazionale ― Perù | Cronologia completa delle presenze e delle reti in nazionale ― Perù |
| Data                                                                | Città                                                               | In casa                                                             | Risultato                                                           | Ospiti                                                              | Competizione                                                        | Reti                                                                | Note                                                                |
| ------------------------------------------------------------------- | ------------------------------------------------------------------- | ------------------------------------------------------------------- | ------------------------------------------------------------------- | ------------------------------------------------------------------- | ------------------------------------------------------------------- | ------------------------------------------------------------------- | ------------------------------------------------------------------- |
| 23-2-2003                                                           | Lima                                                                | Perù                                                                | 5 – 1                                                               | Haiti                                                               | Amichevole                                                          | 1                                                                   | 89’                                                                 |
| 29-3-2003                                                           | Santiago del Cile                                                   | Cile                                                                | 2 – 0                                                               | Perù                                                                | Amichevole                                                          | -                                                                   | 57’                                                                 |
| 29-4-2003                                                           | Lima                                                                | Perù                                                                | 0 – 1                                                               | Paraguay                                                            | Amichevole                                                          | -                                                                   | 46’                                                                 |
| 11-6-2003                                                           | East Rutherford                                                     | Ecuador                                                             | 2 – 2                                                               | Perù                                                                | Amichevole                                                          | -                                                                   | 46’                                                                 |
| 26-6-2003                                                           | Fort Lauderdale                                                     | Perù                                                                | 1 – 0                                                               | Venezuela                                                           | Amichevole                                                          | -                                                                   |                                                                     |
| 23-7-2003                                                           | Lima                                                                | Perù                                                                | 3 – 4                                                               | Uruguay                                                             | Amichevole                                                          | 2                                                                   |                                                                     |
| 29-7-2003                                                           | Montevideo                                                          | Uruguay                                                             | 1 – 0                                                               | Perù                                                                | Amichevole                                                          | -                                                                   |                                                                     |
| 19-8-2003                                                           | East Rutherford                                                     | Perù                                                                | 3 – 1                                                               | Messico                                                             | Amichevole                                                          | -                                                                   | 80’                                                                 |
| 7-9-2003                                                            | Lima                                                                | Perù                                                                | 4 – 1                                                               | Paraguay                                                            | Qual. Mondiali 2006                                                 | 1                                                                   | 70’                                                                 |
| 10-9-2003                                                           | Santiago del Cile                                                   | Cile                                                                | 2 – 1                                                               | Perù                                                                | Qual. Mondiali 2006                                                 | -                                                                   | 75’                                                                 |
| 20-11-2003                                                          | Quito                                                               | Ecuador                                                             | 1 – 2                                                               | Perù                                                                | Qual. Mondiali 2006                                                 | -                                                                   | 46’                                                                 |
| 18-2-2004                                                           | Barcellona                                                          | Spagna                                                              | 2 – 1                                                               | Perù                                                                | Amichevole                                                          | -                                                                   | 46’                                                                 |
| 1-4-2004                                                            | Lima                                                                | Perù                                                                | 0 – 2                                                               | Colombia                                                            | Qual. Mondiali 2006                                                 | -                                                                   | 46’                                                                 |
| 2-6-2004                                                            | Montevideo                                                          | Uruguay                                                             | 1 – 3                                                               | Perù                                                                | Qual. Mondiali 2006                                                 | 1                                                                   |                                                                     |
| 7-6-2004                                                            | Lima                                                                | Perù                                                                | 0 – 0                                                               | Venezuela                                                           | Qual. Mondiali 2006                                                 | -                                                                   |                                                                     |
| 30-6-2004                                                           | East Rutherford                                                     | Argentina                                                           | 2 – 1                                                               | Perù                                                                | Amichevole                                                          | -                                                                   | 62’ 90’                                                             |
| 6-7-2004                                                            | Lima                                                                | Perù                                                                | 2 – 2                                                               | Bolivia                                                             | Coppa America 2004 - 1º turno                                       | -                                                                   | 34’                                                                 |
| 9-7-2004                                                            | Lima                                                                | Perù                                                                | 3 – 1                                                               | Venezuela                                                           | Coppa America 2004 - 1º turno                                       | 1                                                                   | 34’                                                                 |
| 12-7-2004                                                           | Trujillo                                                            | Perù                                                                | 2 – 2                                                               | Colombia                                                            | Coppa America 2004 - 1º turno                                       | -                                                                   | 60’                                                                 |
| 4-9-2004                                                            | Lima                                                                | Perù                                                                | 1 – 3                                                               | Argentina                                                           | Qual. Mondiali 2006                                                 | -                                                                   |                                                                     |
| 9-10-2004                                                           | La Paz                                                              | Bolivia                                                             | 1 – 0                                                               | Perù                                                                | Qual. Mondiali 2006                                                 | -                                                                   |                                                                     |
| 13-10-2004                                                          | Asunción                                                            | Paraguay                                                            | 1 – 1                                                               | Perù                                                                | Qual. Mondiali 2006                                                 | -                                                                   |                                                                     |
| 17-11-2004                                                          | Lima                                                                | Perù                                                                | 2 – 1                                                               | Cile                                                                | Qual. Mondiali 2006                                                 | 1                                                                   |                                                                     |
| 27-3-2005                                                           | Goiânia                                                             | Brasile                                                             | 1 – 0                                                               | Perù                                                                | Qual. Mondiali 2006                                                 | -                                                                   |                                                                     |
| 30-3-2005                                                           | Lima                                                                | Perù                                                                | 2 – 2                                                               | Ecuador                                                             | Qual. Mondiali 2006                                                 | 1                                                                   |                                                                     |
| 4-6-2005                                                            | Barranquilla                                                        | Colombia                                                            | 5 – 0                                                               | Perù                                                                | Qual. Mondiali 2006                                                 | -                                                                   | 63’                                                                 |
| 7-6-2005                                                            | Lima                                                                | Perù                                                                | 0 – 0                                                               | Uruguay                                                             | Qual. Mondiali 2006                                                 | -                                                                   |                                                                     |
| 3-9-2005                                                            | Maracaibo                                                           | Venezuela                                                           | 4 – 1                                                               | Perù                                                                | Amichevole                                                          | 1                                                                   |                                                                     |
| 9-10-2005                                                           | Buenos Aires                                                        | Argentina                                                           | 2 – 0                                                               | Perù                                                                | Qual. Mondiali 2006                                                 | -                                                                   | 82’                                                                 |
| 12-10-2005                                                          | Tacna                                                               | Perù                                                                | 4 – 1                                                               | Bolivia                                                             | Qual. Mondiali 2006                                                 | 2                                                                   |                                                                     |
| 6-9-2006                                                            | East Rutherford                                                     | Ecuador                                                             | 1 – 1                                                               | Perù                                                                | Amichevole                                                          | -                                                                   |                                                                     |
| 14-11-2006                                                          | Kingston                                                            | Giamaica                                                            | 1 – 1                                                               | Perù                                                                | Amichevole                                                          | -                                                                   |                                                                     |
| 3-6-2007                                                            | Madrid                                                              | Ecuador                                                             | 1 – 2                                                               | Perù                                                                | Amichevole                                                          | 1                                                                   |                                                                     |
| 6-6-2007                                                            | Barcellona                                                          | Ecuador                                                             | 2 – 0                                                               | Perù                                                                | Amichevole                                                          | -                                                                   |                                                                     |
| 26-6-2007                                                           | Mérida                                                              | Uruguay                                                             | 0 – 3                                                               | Perù                                                                | Coppa America 2007 - 1º turno                                       | -                                                                   |                                                                     |
| 30-6-2007                                                           | San Cristóbal                                                       | Venezuela                                                           | 2 – 0                                                               | Perù                                                                | Coppa America 2007 - 1º turno                                       | -                                                                   |                                                                     |
| 3-7-2007                                                            | Mérida                                                              | Perù                                                                | 2 – 2                                                               | Bolivia                                                             | Coppa America 2007 - 1º turno                                       | -                                                                   | 24’ 46’                                                             |
| 13-10-2007                                                          | Lima                                                                | Perù                                                                | 0 – 0                                                               | Paraguay                                                            | Qual. Mondiali 2010                                                 | -                                                                   |                                                                     |
| 17-10-2007                                                          | Santiago del Cile                                                   | Cile                                                                | 2 – 0                                                               | Perù                                                                | Qual. Mondiali 2010                                                 | -                                                                   |                                                                     |
| 18-11-2007                                                          | Lima                                                                | Perù                                                                | 1 – 1                                                               | Brasile                                                             | Qual. Mondiali 2010                                                 | -                                                                   |                                                                     |
| 21-11-2007                                                          | Quito                                                               | Ecuador                                                             | 5 – 1                                                               | Perù                                                                | Qual. Mondiali 2010                                                 | -                                                                   | 57’ 81’                                                             |
| 4-9-2010                                                            | Toronto                                                             | Canada                                                              | 0 – 2                                                               | Perù                                                                | Amichevole                                                          | -                                                                   |                                                                     |
| 8-9-2010                                                            | Lauderhill                                                          | Giamaica                                                            | 1 – 2                                                               | Perù                                                                | Amichevole                                                          | -                                                                   | 29’                                                                 |
| 8-10-2010                                                           | Lima                                                                | Perù                                                                | 2 – 0                                                               | Costa Rica                                                          | Amichevole                                                          | -                                                                   |                                                                     |
| 13-10-2010                                                          | Panama                                                              | Panama                                                              | 1 – 0                                                               | Perù                                                                | Amichevole                                                          | -                                                                   |                                                                     |
| 1-6-2011                                                            | Niigata                                                             | Giappone                                                            | 0 – 0                                                               | Perù                                                                | Amichevole                                                          | -                                                                   | 67’                                                                 |
| 4-6-2011                                                            | Matsumoto                                                           | Rep. Ceca                                                           | 0 – 0                                                               | Perù                                                                | Amichevole                                                          | -                                                                   | 59’                                                                 |
| 3-9-2011                                                            | Lima                                                                | Perù                                                                | 2 – 2                                                               | Bolivia                                                             | Amichevole                                                          | -                                                                   | 90’                                                                 |
| 7-10-2011                                                           | Lima                                                                | Perù                                                                | 2 – 0                                                               | Paraguay                                                            | Qual. Mondiali 2014                                                 | -                                                                   |                                                                     |
| 11-10-2011                                                          | Santiago del Cile                                                   | Cile                                                                | 4 – 2                                                               | Perù                                                                | Qual. Mondiali 2014                                                 | 1                                                                   |                                                                     |
| 15-11-2011                                                          | Quito                                                               | Ecuador                                                             | 2 – 0                                                               | Perù                                                                | Qual. Mondiali 2014                                                 | -                                                                   | 66’                                                                 |
| 29-2-2012                                                           | Tunisi                                                              | Perù                                                                | 1 – 1                                                               | Tunisia                                                             | Amichevole                                                          | -                                                                   | 62’ 90’                                                             |
| 23-5-2012                                                           | Lima                                                                | Perù                                                                | 1 – 0                                                               | Nigeria                                                             | Amichevole                                                          | -                                                                   |                                                                     |
| 3-6-2012                                                            | Lima                                                                | Perù                                                                | 0 – 1                                                               | Colombia                                                            | Qual. Mondiali 2014                                                 | -                                                                   | 85’                                                                 |
| 7-9-2012                                                            | Lima                                                                | Perù                                                                | 2 – 1                                                               | Venezuela                                                           | Qual. Mondiali 2014                                                 | 2                                                                   | 78’                                                                 |
| 11-9-2012                                                           | Lima                                                                | Perù                                                                | 1 – 1                                                               | Argentina                                                           | Qual. Mondiali 2014                                                 | -                                                                   |                                                                     |
| 16-10-2012                                                          | Asunción                                                            | Paraguay                                                            | 1 – 0                                                               | Perù                                                                | Qual. Mondiali 2014                                                 | -                                                                   |                                                                     |
| 6-2-2013                                                            | Couva                                                               | Trinidad e Tobago                                                   | 0 – 2                                                               | Perù                                                                | Amichevole                                                          | -                                                                   | 58’                                                                 |
| 22-3-2013                                                           | Lima                                                                | Perù                                                                | 1 – 0                                                               | Cile                                                                | Qual. Mondiali 2014                                                 | 1                                                                   |                                                                     |
| 26-3-2013                                                           | Lima                                                                | Perù                                                                | 3 – 0                                                               | Trinidad e Tobago                                                   | Amichevole                                                          | -                                                                   | 73’                                                                 |
| 7-6-2013                                                            | Lima                                                                | Perù                                                                | 1 – 0                                                               | Ecuador                                                             | Qual. Mondiali 2014                                                 | -                                                                   | 89’                                                                 |
| 11-6-2013                                                           | Barranquilla                                                        | Colombia                                                            | 2 – 0                                                               | Perù                                                                | Qual. Mondiali 2014                                                 | -                                                                   | 58’                                                                 |
| 14-8-2013                                                           | Suwon                                                               | Corea del Sud                                                       | 0 – 0                                                               | Perù                                                                | Amichevole                                                          | -                                                                   | 69’                                                                 |
| 6-9-2013                                                            | Lima                                                                | Perù                                                                | 1 – 2                                                               | Uruguay                                                             | Qual. Mondiali 2014                                                 | 1                                                                   | 90+3’                                                               |
| 3-6-2015                                                            | Lima                                                                | Perù                                                                | 1 – 1                                                               | Messico                                                             | Amichevole                                                          | 1                                                                   | 74’                                                                 |
| 14-6-2015                                                           | Temuco                                                              | Perù                                                                | 1 – 2                                                               | Brasile                                                             | Coppa America 2015 - 1º Turno                                       | -                                                                   | 83’                                                                 |
| 21-6-2015                                                           | Temuco                                                              | Colombia                                                            | 0 – 0                                                               | Perù                                                                | Coppa America 2015 - 1º turno                                       | -                                                                   | 56’ - 90+2’                                                         |
| 25-6-2015                                                           | Temuco                                                              | Bolivia                                                             | 1 – 3                                                               | Perù                                                                | Coppa America 2015 - Quarti di finale                               | -                                                                   | 77’                                                                 |
| 29-6-2015                                                           | Santiago del Cile                                                   | Cile                                                                | 2 – 1                                                               | Perù                                                                | Coppa America 2015 - Semifinale                                     | -                                                                   |                                                                     |
| 5-9-2015                                                            | Washington                                                          | Stati Uniti                                                         | 2 – 1                                                               | Perù                                                                | Amichevole                                                          | -                                                                   |                                                                     |
| 8-9-2015                                                            | Harrison                                                            | Colombia                                                            | 1 – 1                                                               | Perù                                                                | Amichevole                                                          | 1                                                                   |                                                                     |
| 13-10-2015                                                          | Lima                                                                | Perù                                                                | 3 – 4                                                               | Cile                                                                | Qual. Mondiali 2018                                                 | 2                                                                   |                                                                     |
| 13-11-2015                                                          | Lima                                                                | Perù                                                                | 1 – 0                                                               | Paraguay                                                            | Qual. Mondiali 2018                                                 | 1                                                                   |                                                                     |
| 17-11-2015                                                          | Salvador                                                            | Brasile                                                             | 3 – 0                                                               | Perù                                                                | Qual. Mondiali 2018                                                 | -                                                                   |                                                                     |
| 24-3-2016                                                           | Lima                                                                | Perù                                                                | 2 – 2                                                               | Venezuela                                                           | Qual. Mondiali 2018                                                 | -                                                                   | 60’                                                                 |
| 1-9-2017                                                            | Lima                                                                | Perù                                                                | 2 – 1                                                               | Bolivia                                                             | Qual. Mondiali 2018                                                 | -                                                                   | 90+1’                                                               |
| 6-10-2017                                                           | Buenos Aires                                                        | Argentina                                                           | 0 – 0                                                               | Perù                                                                | Qual. Mondiali 2018                                                 | -                                                                   | 22’ 70’                                                             |
| 11-11-2017                                                          | Wellington                                                          | Nuova Zelanda                                                       | 0 – 0                                                               | Perù                                                                | Qual. Mondiali 2018                                                 | -                                                                   |                                                                     |
| 16-11-2017                                                          | Lima                                                                | Perù                                                                | 2 – 0                                                               | Nuova Zelanda                                                       | Qual. Mondiali 2018                                                 | 1                                                                   |                                                                     |
| 24-3-2018                                                           | Miami                                                               | Perù                                                                | 2 – 0                                                               | Croazia                                                             | Amichevole                                                          | -                                                                   | 88’                                                                 |
| 28-3-2018                                                           | Lipsia                                                              | Perù                                                                | 3 – 1                                                               | Islanda                                                             | Amichevole                                                          | 1                                                                   | 78’                                                                 |
| 30-5-2018                                                           | Lima                                                                | Perù                                                                | 2 – 0                                                               | Scozia                                                              | Amichevole                                                          | 1                                                                   | 81’                                                                 |
| 3-6-2018                                                            | San Gallo                                                           | Arabia Saudita                                                      | 0 – 3                                                               | Perù                                                                | Amichevole                                                          | -                                                                   | 65’                                                                 |
| 9-6-2018                                                            | Göteborg                                                            | Svezia                                                              | 0 – 0                                                               | Perù                                                                | Amichevole                                                          | -                                                                   |                                                                     |
| 16-6-2018                                                           | Saransk                                                             | Perù                                                                | 0 – 1                                                               | Danimarca                                                           | Mondiali 2018 - 1º turno                                            | -                                                                   | 85’                                                                 |
| 21-6-2018                                                           | Ekaterinburg                                                        | Francia                                                             | 1 – 0                                                               | Perù                                                                | Mondiali 2018 - 1º turno                                            | -                                                                   | 46’                                                                 |
| 6-9-2018                                                            | Amsterdam                                                           | Paesi Bassi                                                         | 2 – 1                                                               | Perù                                                                | Amichevole                                                          | -                                                                   | cap.                                                                |
| 9-9-2018                                                            | Sinsheim                                                            | Germania                                                            | 2 – 1                                                               | Perù                                                                | Amichevole                                                          | -                                                                   | cap.                                                                |
| 16-11-2018                                                          | Lima                                                                | Perù                                                                | 0 – 2                                                               | Ecuador                                                             | Amichevole                                                          | -                                                                   | 77’                                                                 |
| 20-11-2018                                                          | Arequipa                                                            | Perù                                                                | 2 – 3                                                               | Costa Rica                                                          | Amichevole                                                          | 1                                                                   | 69’                                                                 |
| 23-3-2019                                                           | Harrison                                                            | Perù                                                                | 1 – 0                                                               | Paraguay                                                            | Amichevole                                                          | -                                                                   | cap.                                                                |
| 27-3-2019                                                           | Washington                                                          | Perù                                                                | 0 – 2                                                               | El Salvador                                                         | Amichevole                                                          | -                                                                   | 65’                                                                 |
| 15-6-2019                                                           | Porto Alegre                                                        | Venezuela                                                           | 0 – 0                                                               | Perù                                                                | Coppa America 2019 - 1º turno                                       | -                                                                   |                                                                     |
| 18-6-2019                                                           | Rio de Janeiro                                                      | Bolivia                                                             | 1 – 3                                                               | Perù                                                                | Coppa America 2019 - 1º turno                                       | 1                                                                   |                                                                     |
| 22-6-2019                                                           | San Paolo                                                           | Perù                                                                | 0 – 5                                                               | Brasile                                                             | Coppa America 2019 - 1º turno                                       | -                                                                   |                                                                     |
| 8-10-2020                                                           | Asunción                                                            | Paraguay                                                            | 2 – 2                                                               | Perù                                                                | Qual. Mondiali 2022                                                 | -                                                                   | 46’                                                                 |
| 13-10-2020                                                          | Lima                                                                | Perù                                                                | 2 – 4                                                               | Brasile                                                             | Qual. Mondiali 2022                                                 | -                                                                   |                                                                     |
| 7-10-2021                                                           | Lima                                                                | Perù                                                                | 2 – 0                                                               | Cile                                                                | Qual. Mondiali 2022                                                 | -                                                                   | 61’                                                                 |
| 10-10-2021                                                          | La Paz                                                              | Bolivia                                                             | 1 – 0                                                               | Perù                                                                | Qual. Mondiali 2022                                                 | -                                                                   | 85’                                                                 |
| 14-10-2021                                                          | Buenos Aires                                                        | Argentina                                                           | 1 – 0                                                               | Perù                                                                | Qual. Mondiali 2022                                                 | -                                                                   | 60’                                                                 |
| 11-11-2021                                                          | Lima                                                                | Perù                                                                | 3 – 0                                                               | Bolivia                                                             | Qual. Mondiali 2022                                                 | -                                                                   | 69’                                                                 |
| 16-11-2021                                                          | Caracas                                                             | Venezuela                                                           | 1 – 2                                                               | Perù                                                                | Qual. Mondiali 2022                                                 | -                                                                   | 88’                                                                 |
| Totale                                                              |                                                                     | Presenze (8º posto)                                                 | 102                                                                 |                                                                     | Reti (2º posto)                                                     | 27                                                                  |                                                                     |

## Palmarès

### Club
- Campionato peruviano: 2

Alianza Lima: 2003 (annuale), 2003 (Clausura), 2004 (Apertura)
- Campionato olandese: 4

PSV Eindhoven: 2004-2005, 2005-2006, 2006-2007, 2007-2008
- Coppa dei Paesi Bassi: 1

PSV Eindhoven: 2004-2005
- Coppa di Germania: 1

Schalke 04: 2010-2011
- Supercoppa di Germania: 1

Schalke 04: 2011
- Coppa di Russia: 2

Lokomotiv Mosca: 2016-2017, 2018-2019
- Campionato russo: 1

Lokomotiv Mosca: 2017-2018

### Nazionale
- Calcio ai Giochi Bolivariani: 1

2001